# گریز (فیلم ۱۹۹۴)
گریز (انگلیسی: The Getaway) فیلمی در ژانر جنایی، اکشن و مهیج به کارگردانی راجر دونالدسون است که در سال ۱۹۹۴ منتشر شد.
این فیلم بازسازی فیلم گریز محصول سال ۱۹۷۲ است.

## بازیگران
- الک بالدوین
- کیم بسینگر
- مایکل مدسن
- جیمز وودز
- جنیفر تیلی
- ریچارد فارنزورث
- دیوید مورس
- فیلیپ سیمور هافمن
- رویس دی اپلگیت
- جیمز استیونس